# Le Rêve de l'escalier
Le Rêve de l'escalier est un recueil de vingt-cinq nouvelles de Dino Buzzati, publié en France en 1973 aux éditions Laffont, coll. Pavillons.

## Caractéristiques du recueil et des nouvelles
Le recueil regroupe des nouvelles mêlées d'absurde et d'angoisse où la simple réalité, voire le rêve, peuvent se transformer incidemment en cauchemars éveillés.
Ce recueil n'a pas été publié de manière identique en Italie ; il est en réalité composé des nouvelles 27 à 51 du recueil (it) Le notti difficili paru en 1971. Les autres nouvelles ont été publiées sous le titre Les Nuits difficiles en 1972 puis l'ensemble des nouvelles du recueil original a été réédité en 2006 avec ce dernier titre.
Les nouvelles ont la particularité d'être toutes très courtes ; la plupart sont des micronouvelles.

## Liste des nouvelles
Les mentions concernant la « place dans le recueil en collection Livre de poche » sont données à titre indicatif pour indiquer la longueur de chaque nouvelle. L'ouvrage de référence est la publication chez Livre de poche, septembre 1990,  (ISBN 2-253-01118-5).

### Le Rêve de l'escalier
- Titre original : Il sogno della scala.
- Place dans le recueil en collection Livre de poche : p. 5 à 8.
- Résumé : Un homme (ou un esprit ?) a la faculté d'envoyer des cauchemars à des victimes qu'il a choisies. Il raconte ses forfaits en donnant un exemple typique de son activité, celui d'un cauchemar envoyé en pleine nuit à Giulio Minervini, 45 ans, orfèvre et horloger.

### Crescendo
- Titre original : Crescendo.
- Place dans le recueil en collection Livre de poche : p. 9 à 12.
- Résumé : La nouvelle est composée de 11 paragraphes. L'auteur présente l'arrivée d'un homme chez Mlle Motleri : dans chaque paragraphe, il est décrit d'une manière différente, et au fil de la narration, chacun des 11 paragraphes le décrit différemment, laissant apparaître en lui le monstre, ou l'extraterrestre, qu'il est.

### Le Papillon
- Titre original : La farfalletta.
- Place dans le recueil en collection Livre de poche : p. 13 à 18.
- Résumé :
- Remarque :

### Mosaïque
- Titre original : Mosaico.
- Place dans le recueil en collection Livre de poche : p. 19 à 23.
- Résumé :
- Remarque :

### Tic-Tac
- Titre original : Tic Tac.
- Place dans le recueil en collection Livre de poche : p. 24 à 28.
- Résumé :
- Remarque :

### Anecdotes de la ville
- Titre original : Fatterelli di città.
- Place dans le recueil en collection Livre de poche : p. 29 à 33.
- Résumé :
- Remarque :

### Vieille auto
- Titre original : Vecchia auto.
- Place dans le recueil en collection Livre de poche : p. 34 à 40.
- Résumé :
- Remarque :

### Changements
- Titre original : Cambiamenti.
- Place dans le recueil en collection Livre de poche : p. 41 à 46.
- Résumé :
- Remarque :

### Récit à deux voix
- Titre original : Racconto a due.
- Place dans le recueil en collection Livre de poche : p. 47 à 52.
- Résumé : Deux amis racontent une histoire : le premier invente le début, le second continue, le premier développe le récit, le second ajoute des éléments. Soudain, au loin, un avion connaît une avarie du moteur et chute, avant de se crasher. L'un des amis explique à l'autre que les personnages qu'ils venaient d'inventer se trouvent sans doute dans cet avion, et que de toute façon, leur vie ressemble à cet avion : le crash (la mort) est toujours inévitable.

### Délices modernes
- Titre original : Delizie moderne.
- Place dans le recueil en collection Livre de poche : p. 53 à 58.
- Résumé :
- Remarque :

### Icare
- Titre original : Icaro.
- Place dans le recueil en collection Livre de poche : p. 59 à 65.
- Résumé :
- Remarque :

### Inventions
- Titre original : Invenzioni.
- Place dans le recueil en collection Livre de poche : p. 66 à 71.
- Résumé :
- Remarque :

### Vitesse de la lumière
- Titre original : Velocità della luce.
- Place dans le recueil en collection Livre de poche : p. 72 à 75.
- Résumé : La narrateur évoque la création d'une voie de chemin de fer dans la vallée, signe de progrès et de modernité. Des cheminots sont embauchés et feront bien leur travail. Puis, un demi-siècle après, il évoque la fermeture de la voie ferrée, signe de progrès et de modernité. Les espoirs de jadis ont disparu et les cheminots restent seuls avec leurs rêves, leurs souvenirs et leur folie.

### Bestiaire
- Titre original : Bestiario.
- Place dans le recueil en collection Livre de poche : p. 76 à 81.
- Résumé :
- Remarque :

### L'Aliénation
- Titre original : L'alienazione.
- Place dans le recueil en collection Livre de poche : p. 82 à 85.
- Résumé :
- Remarque :

### Progressions
- Titre original : Progression.
- Place dans le recueil en collection Livre de poche : p. 86 à 92.
- Résumé :
- Remarque :

### Une soirée difficile
- Titre original : Una serata difficile.
- Place dans le recueil en collection Livre de poche : p. 93 à 98.
- Résumé :
- Remarque :

### Vergetures du temps
- Titre original : Magistrature del tempo.
- Place dans le recueil en collection Livre de poche : p. 99 à 104.
- Résumé : Le narrateur indique trois événements étranges au cours desquels le passé, le présent et le futur se sont confondus : un homme qui mourra 16 ans après ; un inconnu qui annonce que la plaque d'immatriculation et un feu arrière du véhicule seront dégradés ; une grand-mère qui affirme l'avoir déjà rencontré cinquante ans auparavant.

### Lettre d'amour
- Titre original : Lettera d'amore.
- Place dans le recueil en collection Livre de poche : p. 105 à 109.
- Résumé :
- Remarque :

### Petits mystères
- Titre original : Piccoli misteri.
- Place dans le recueil en collection Livre de poche : p. 110 à 118.
- Résumé :
- Remarque :

### Au sommet de la vague
- Titre original : Sulla cresta dell'onda.
- Place dans le recueil en collection Livre de poche : p. 119 à 122.
- Résumé :
- Remarque :

### Les vieux clandestins
- Titre original : I vecchi clandestini.
- Place dans le recueil en collection Livre de poche : p. 123 à 128.
- Résumé : Yamashita, peintre japonais vivant à Paris, possède une paire de lunettes bien particulières… Elles permettent de voir l’âge « réel » des gens, c’est-à-dire le temps qu’il leur reste à vivre.
- Remarque :

### L'éléphantiasis
- Titre original : L'elefantiasi.
- Place dans le recueil en collection Livre de poche : p. 129 à 135.
- Résumé :
- Remarque :

### Clair de lune
- Titre original : Plenilunio.
- Place dans le recueil en collection Livre de poche : p. 136 à 140.
- Résumé :
- Remarque :

### L'épouse ailée
- Titre original : La moglie con le ali.
- Place dans le recueil en collection Livre de poche : p. 141 à 155.
- Résumé : Un matin, des ailes poussent dans le dos de Lucina Venanzi, à la grande horreur de son époux Georgio. Ce dernier en parle à sa mère, qui lui conseille de prendre conseil auprès du curé de la commune. Le curé pense qu'il s'agit d'un don de Dieu, et que peut-être Lucina se transforme en ange. Georgio refuse de révéler le secret de cette transformation aux autres membres de la famille et aux amis proches, et ne souhaite à aucun prix consulter de médecin, afin que le secret soit le plus complet. Lucina en a assez de cette nouvelle vie cloîtrée et a du mal à supporter la jalousie de Georgio. Quand il est absent, elle s'échappe de la maison et se met à voleter dans les airs, et à faire des escapades plus ou moins lointaines, le plus discrètement possible. Un jour, elle rencontre un homme. De fil en aiguille, une idylle se noue entre elle et l'homme. Ses ailes disparaissent alors.
- Remarque : Cette nouvelle est la plus longue des nouvelles du recueil.